# Jorge Grau
Jorge Grau Solá (Barcellona, 27 ottobre 1930 – Madrid, 26 dicembre 2018) è stato un regista spagnolo.

## Biografia

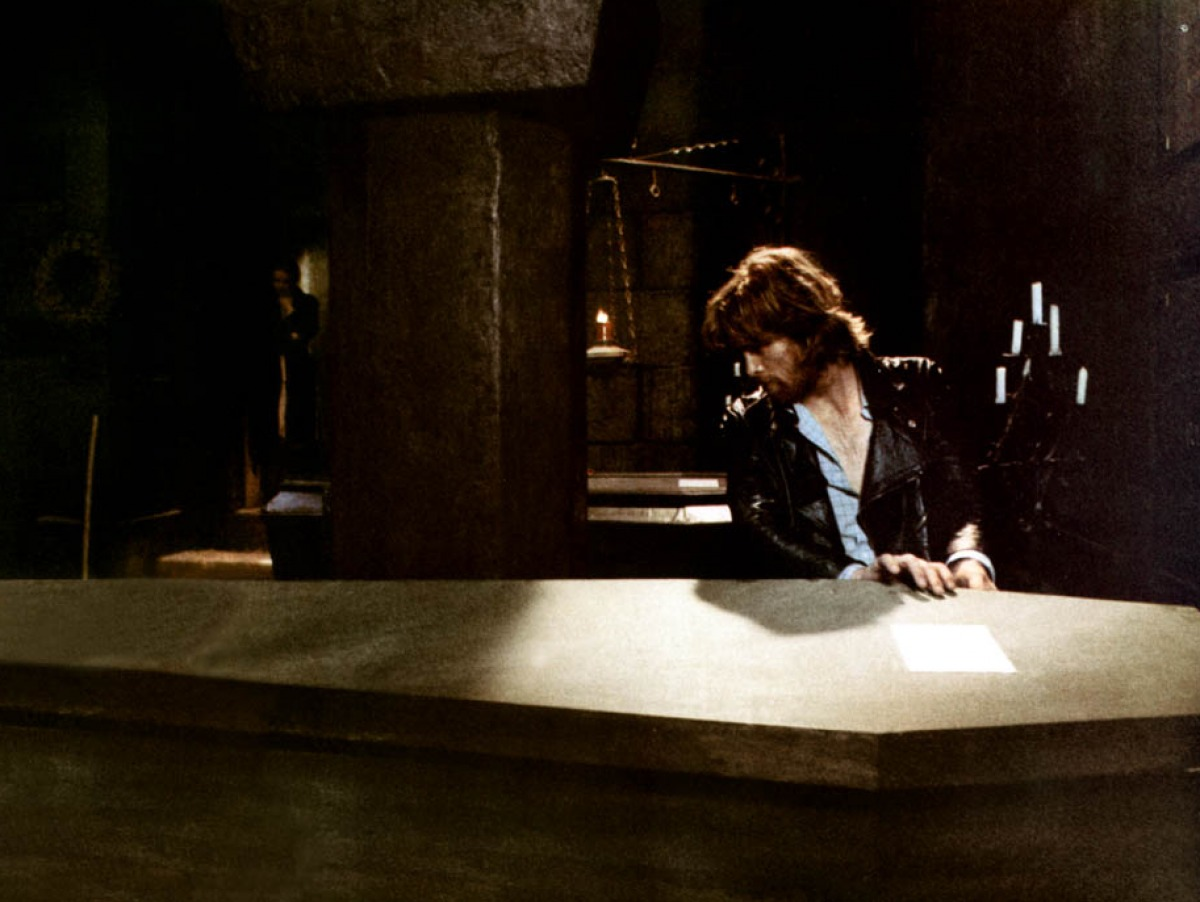
Una scena tratta da Non si deve profanare il sonno dei morti (1974)

Ha studiato presso il Centro sperimentale di cinematografia di Roma.
È stato assistente alla regia per Guido Malatesta e Sergio Leone.
Realizza, successivamente, una serie di documentari riguardanti la pesca.
L'esordio alla regia avviene nel 1963 con Il peccato. La pellicola viene nominata lo stesso anno al Mar del Plata Film Festival. 
Nel 1967 gira Acteón, film sperimentale candidato al Festival cinematografico internazionale di Mosca.
Tra il 1973 e il 1974 si ricorda la dilogia horror Le vergini cavalcano la morte e Non si deve profanare il sonno dei morti, quest'ultimo premiato al Festival del Cinema di Sitges.
Grau ottiene un buon successo commerciale con il cult La trastienda (1975), prima opera audiovisiva iberica che ritrae un nudo integrale femminile.

## Filmografia parziale
- Il peccato (Noche de verano) (1963)
- Acteón (1965)
- Le vergini cavalcano la morte (Ceremonia sangrienta) (1973)
- Non si deve profanare il sonno dei morti (1974)
- La trastienda (1976)